# Казелетте
Казелетте (італ. Caselette, п'єм. Caslëtte) — муніципалітет в Італії, у регіоні П'ємонт,  метрополійне місто Турин.
Казелетте розташоване на відстані близько 540 км на північний захід від Рима, 18 км на захід від Турина.
Населення — 3035 осіб (2014).
Щорічний фестиваль відбувається 23 квітня, 19 січня. Покровитель — святий Юрій.

## Демографія
Населення за роками:

Станом на 1 січня 2023 року в муніципалітеті офіційно проживало 166 іноземців з 22 країн, серед них 105 громадян країн Євросоюзу та 1 громадянин України.

## Сусідні муніципалітети
- Альмезе
- Альпіньяно
- Авільяна
- Буттільєра-Альта
- Риволі
- Роста
- Валь-делла-Торре